# Bip Bip
« Bip bip » redirige ici. Pour la chanson de Joe Dassin, voir Bip bip (chanson).
Pour les articles homonymes, voir Bip.
Bip Bip (Road Runner en version originale) est un personnage de dessin animé de la série Looney Tunes dans la série d'épisodes Bip Bip et Coyote, créé par Chuck Jones, en 1948. C'est un oiseau du désert (un Grand Géocoucou), connu pour être extrêmement rapide à la course. C'est un personnage récurrent de séries télévisées, comme les Baby Looney Tunes, Les Loonatics et The Looney Tunes Show. Il est représenté aussi dans les films Space Jam, Les Looney Tunes passent à l'action et Asteroid City.

## Apparence et caractéristiques

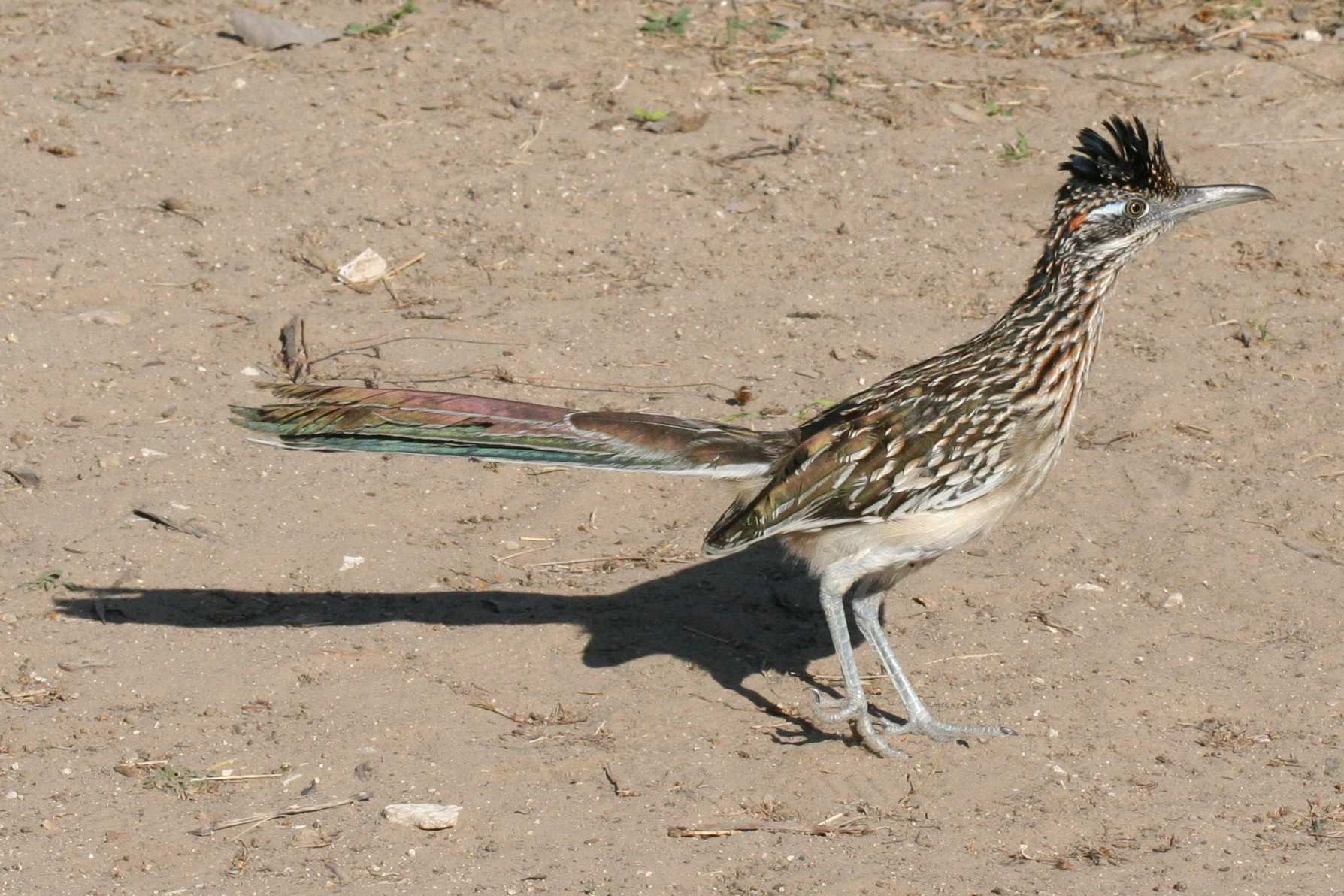
Le Grand Géocoucou (Roadrunner en anglais) qui a inspiré le personnage de Bip Bip.

C'est un étrange oiseau bleu à grand cou, haut sur ses longues pattes couleur ocre, avec une huppe et une queue en panache. Il est inspiré d'un Grand Géocoucou (Geococcyx californianus). Le bec orange de Bip Bip est court et pointu, le minuscule corps et la grande queue sont d'un bleu plus clair que la tête et les ailes.
Bip Bip court très vite et est fin observateur. Il déjoue ainsi tous les pièges que lui tendent ses ennemis, principalement Vil Coyote. Il se moque de celui-ci en lui tirant parfois la langue (avec un bruit de bouchon retiré d'une bouteille). Il ne parle pas mais pousse son cri de victoire qui ressemble au son d'un klaxon, ce qui lui vaut son nom. Très gourmand, il ne renonce jamais à un plat de graines dont se sert le coyote pour l'attirer dans un de ses nombreux dispositifs de capture.

## Histoire

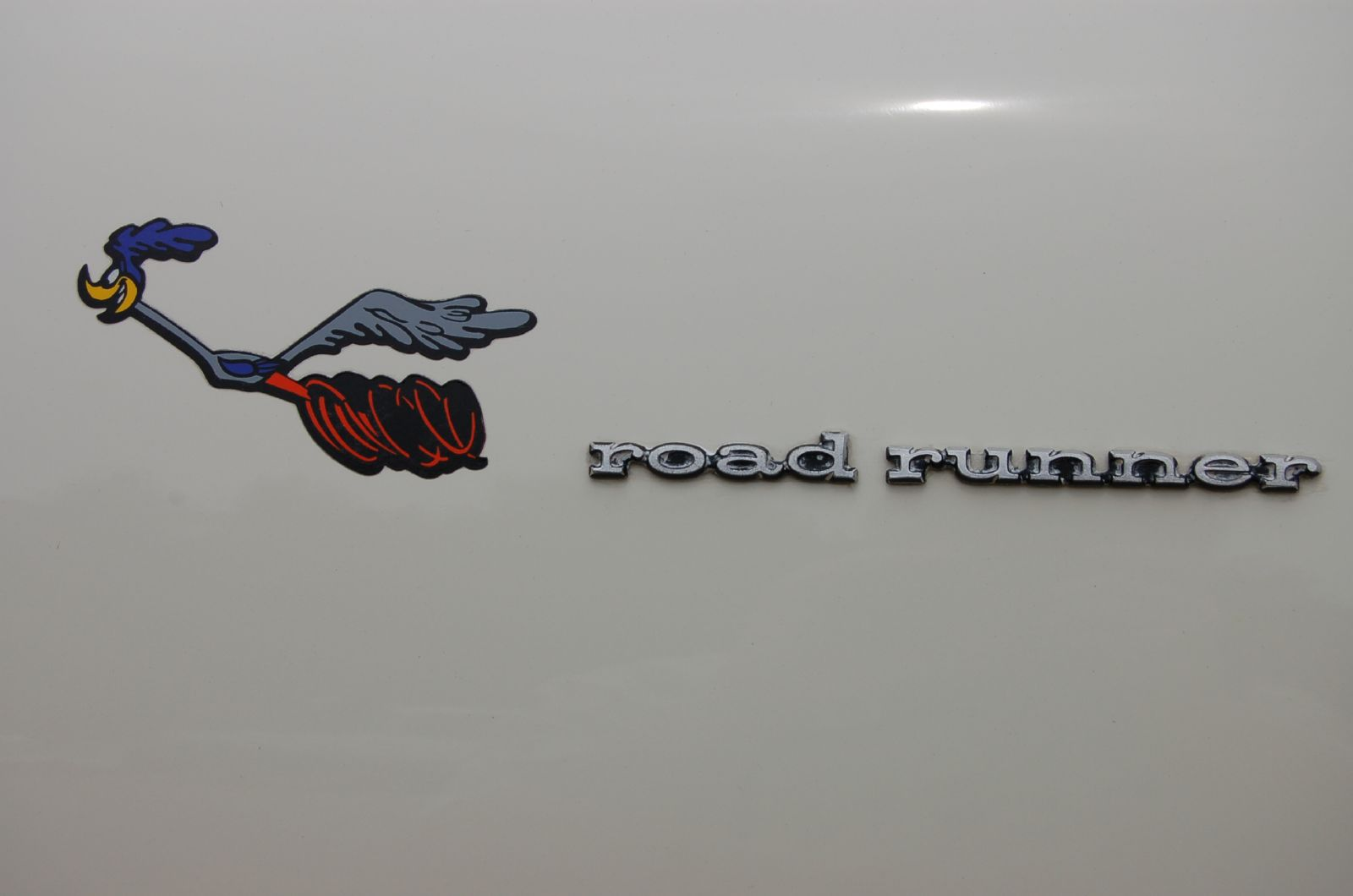
Bip Bip court si vite qu'on ne voit plus qu'un tourbillon à la place des pattes.

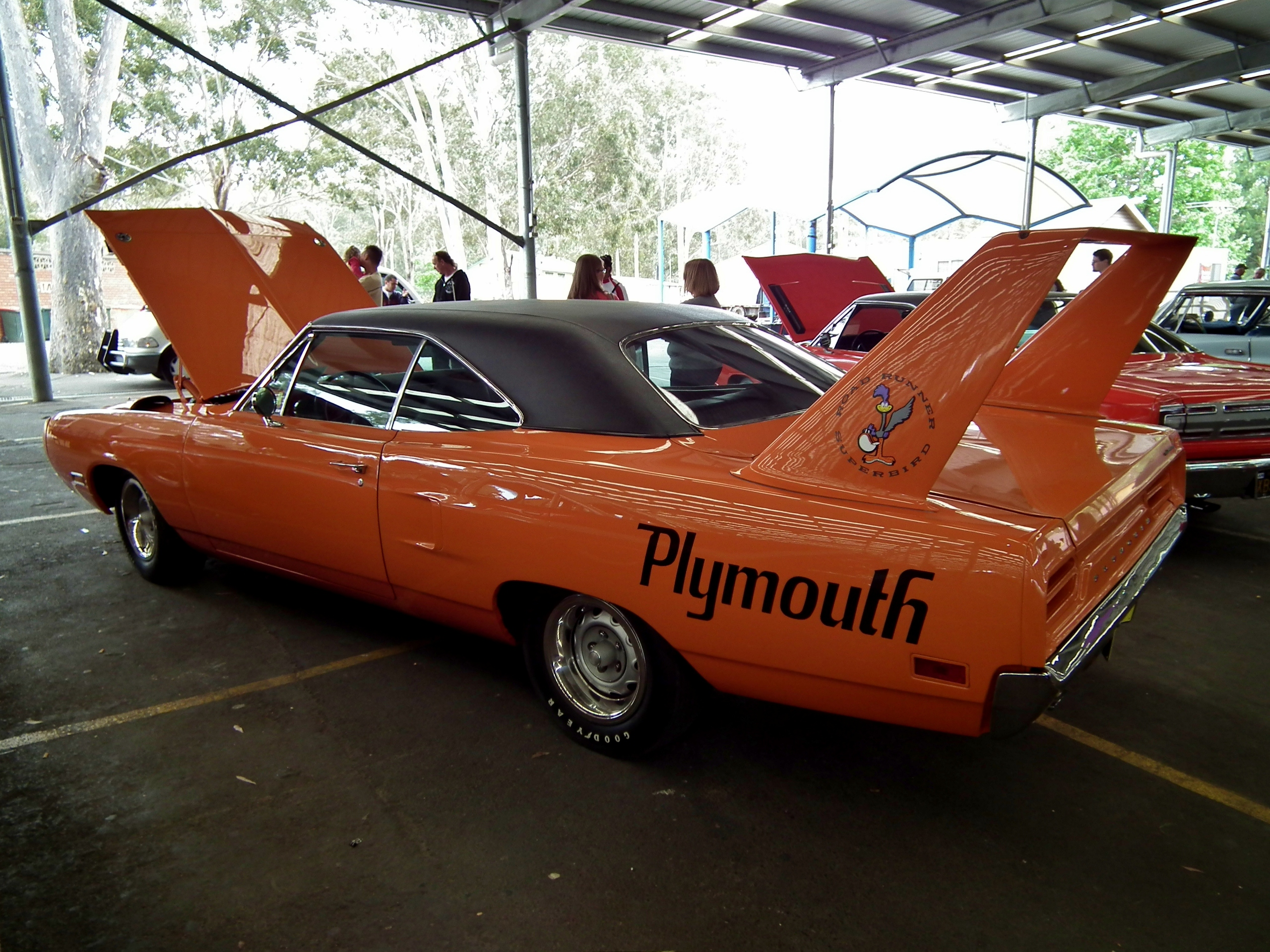
Dans les années 1960, le constructeur Chrysler créée deux types de voitures rapides avec Bip Bip comme référence : la Plymouth Road Runner, et sa dérivée, la Plymouth Superbird pour les courses de stock-car, les deux étant des voitures très sportives.

Les personnages de Bip Bip et Vil Coyote sont conçus ensemble par Chuck Jones en 1948 pour la Warner Bros. afin de former un duo à la manière de Tom et Jerry, mais dans un espace désertique californien. Leur premier dessin animé est Vite fait, mal fait, paru le 17 septembre 1949 aux États-Unis.
Ce Bip Bip est alors muet mais émet un bruit, comme celui d'un bouchon qui saute quand il tire la langue, et pousse son cri caractéristique qui ressemble à un bruit de klaxon (ce bruit a été créé par Paul Julian).
Le cri de l'oiseau Bip Bip est une référence à un des employés du studio qui avait l'habitude de courir dans les couloirs en faisant ce « bip-bip » (ou meep-meep) censé imiter un bruit de klaxon.

## Filmographie
Voir : Filmographie de Bip Bip et Coyote